# Горенє Каменє-при-Добрничу
Горенє Каменє-при-Добрничу (словен. Gorenje Kamenje pri Dobrniču) — поселення в общині Требнє, регіон Південно-Східна Словенія, Словенія.